# Sphaerocarpos muccilloi
Sphaerocarpos muccilloi là một loài rêu trong họ Sphaerocarpaceae. Loài này được E. Vianna mô tả khoa học đầu tiên năm 1981.